# Tour de France 1970
| 57. Tour de France 1970 – Endstand | 57. Tour de France 1970 – Endstand | 57. Tour de France 1970 – Endstand |
| ---------------------------------- | ---------------------------------- | ---------------------------------- |
| Streckenlänge                      | 23 Etappen, 4369,8 km              | 23 Etappen, 4369,8 km              |
| Toursieger                         | Eddy Merckx                        | 119:31:49 h (36,558 km/h)          |
| Zweiter                            | Joop Zoetemelk                     | + 12:41 min                        |
| Dritter                            | Gösta Pettersson                   | + 15:54 min                        |
| Vierter                            | Martin Van Den Bossche             | + 18:53 min                        |
| Fünfter                            | Marinus Wagtmans                   | + 19:54 min                        |
| Sechster                           | Lucien Van Impe                    | + 20:34 min                        |
| Siebenter                          | Raymond Poulidor                   | + 20:35 min                        |
| Achter                             | Tony Houbrechts                    | + 21:34 min                        |
| Neunter                            | Francisco Galdós                   | + 21:45 min                        |
| Zehnter                            | Georges Pintens                    | + 23:23 min                        |
| Grünes Trikot                      | Walter Godefroot                   | 212 P.                             |
| Zweiter                            | Eddy Merckx                        | 207 P.                             |
| Dritter                            | Marino Basso                       | 161 P.                             |
| Bergwertung                        | Eddy Merckx                        | 128 P.                             |
| Zweiter                            | Andrés Gandarias                   | 94 P.                              |
| Dritter                            | Martin Van Den Bossche             | 85 P.                              |
| Teamwertung                        | Salvarani                          | Salvarani                          |

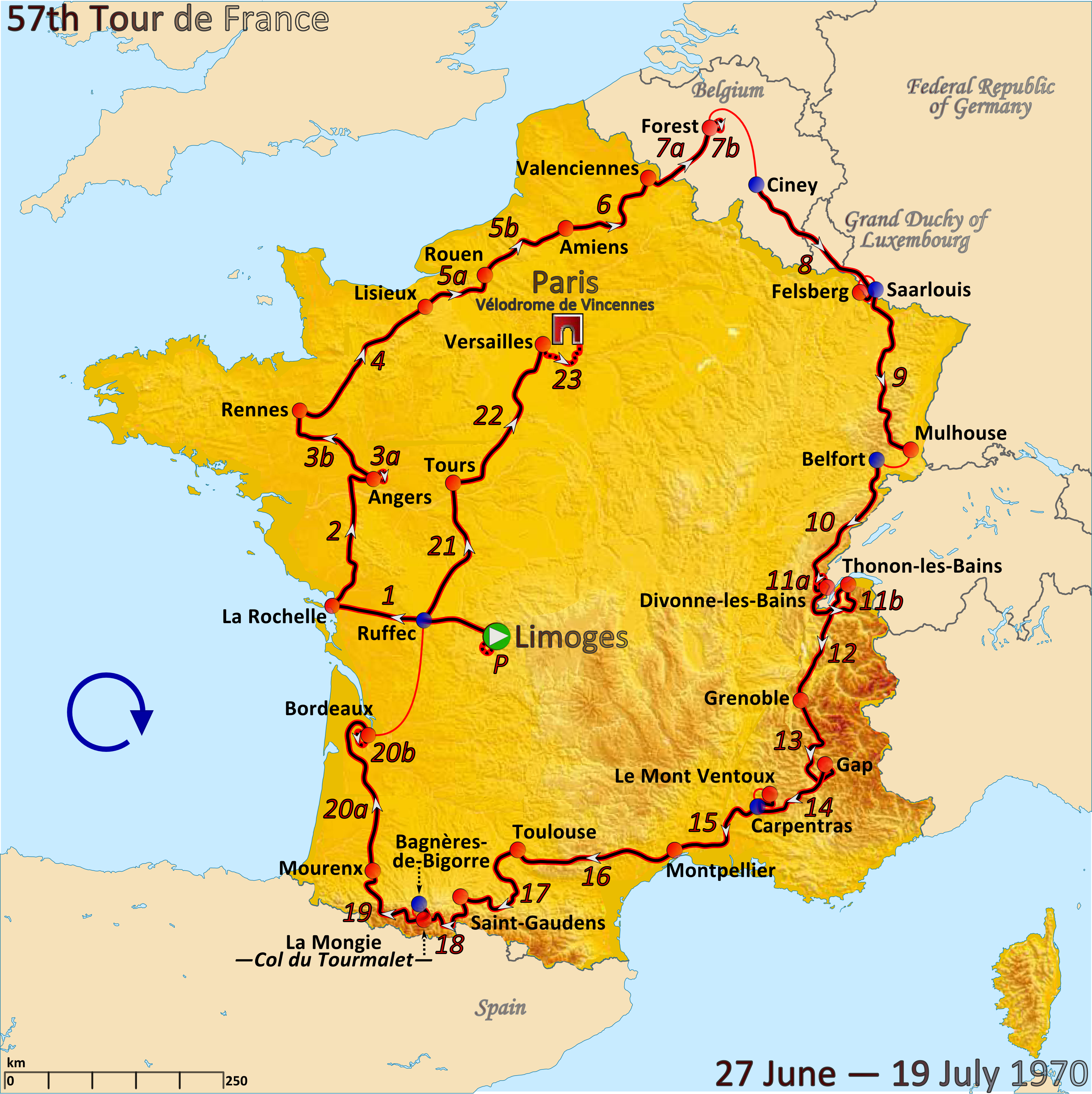
Streckenkarte der Tour de France 1970

Die 57. Tour de France fand vom 26. Juni bis zum 19. Juli 1970 statt und führte auf 23 Etappen über 4.366 km. An der Rundfahrt nahmen 150 Rennfahrer teil, von denen 100 klassifiziert wurden.

## Rennverlauf
Bereits nach dem gewonnenen Prolog konnte Vorjahressieger Eddy Merckx die Gesamtführung übernehmen, gab sie aber vor dem Mannschaftszeitfahren an seinen Teamkollegen Italo Zilioli weiter. Auf der sechsten Etappe holte sich Merckx das Gelbe Trikot zurück und verteidigte es bis zum Ziel in Paris. Wie im Vorjahr feierte er einen ungefährdeten Sieg, diesmal mit über 12 Minuten Vorsprung auf den Zweitplatzierten, den Niederländer Joop Zoetemelk.
Merckx gewann neben der Gesamtwertung auch die Kombinations- und die Bergwertung mit deutlichem Vorsprung. Zudem konnte Merckx acht Etappensiege erzielen, darunter drei Zeitfahren, Etappen in den Bergen und im Flachen. In Grenoble kam der Belgier mit einem Vorsprung von 1:35 ins Ziel, am Mont Ventoux ebenfalls über einer Minute vor dem Etappenzweiten.
Merckx’ belgischer Landsmann Walter Godefroot gewann zwei Etappen und die Punktwertung knapp vor Merckx und verhinderte damit eine Wiederholung von Merckx’ Triumph aus dem Vorjahr, als er alle wichtigen Wertungen gewonnen hatte. Merckx schaffte mit seinem Toursieg das Double, nachdem er vor der Tour de France schon den Giro d’Italia mit einem Sieg beendet hatte.
Die 18. Etappe nach La Mongie gewann der erst 22-jährige Bernard Thévenet. Auf der Etappe schien er schon abgehängt, kämpfte sich am Col du Tourmalet aber wieder heran und gewann seine erste Touretappe mit einem Vorsprung von 49 Sekunden.
Die Tour von 1970 war die letzte, die noch durchgängig ohne Ruhetage gefahren wurde.

## Die Etappen
| Etappen        | Tag      | Start – Ziel                                 | km         | Etappensieger            | Gelbes Trikot |
| -------------- | -------- | -------------------------------------------- | ---------- | ------------------------ | ------------- |
| Prolog         | 26. Juni | Limoges                                      | 7,4 (EZF)  | Eddy Merckx              | Eddy Merckx   |
| 1. Etappe      | 27. Juni | Limoges – La Rochelle                        | 224,5      | Cyrille Guimard          | Eddy Merckx   |
| 2. Etappe      | 28. Juni | La Rochelle – Angers                         | 200        | Italo Zilioli            | Italo Zilioli |
| 3. Etappe (a)  | 29. Juni | Angers – Angers                              | 10,7 (MZF) | Faemino-Faema            | Italo Zilioli |
| 3. Etappe (b)  | 29. Juni | Angers – Rennes                              | 140        | Marino Basso             | Italo Zilioli |
| 4. Etappe      | 30. Juni | Rennes – Lisieux                             | 229        | Walter Godefroot         | Italo Zilioli |
| 5. Etappe (a)  | 1. Juli  | Lisieux – Rouen                              | 94,5       | Walter Godefroot         | Italo Zilioli |
| 5. Etappe (b)  | 1. Juli  | Rouen – Amiens                               | 113        | Jozef Spruyt             | Italo Zilioli |
| 6. Etappe      | 2. Juli  | Amiens – Valenciennes                        | 135,5      | Roger De Vlaeminck       | Eddy Merckx   |
| 7. Etappe (a)  | 3. Juli  | Valenciennes – Forest/Vorst (BEL)            | 119        | Eddy Merckx              | Eddy Merckx   |
| 7. Etappe (b)  | 3. Juli  | Vorst (BEL) – Vorst (BEL)                    | 7,2 (EZF)  | José-Antonio Gonzalez    | Eddy Merckx   |
| 8. Etappe      | 4. Juli  | Ciney (BEL) – Felsberg (DE)                  | 232,5      | Alain Vasseur            | Eddy Merckx   |
| 9. Etappe      | 5. Juli  | Saarlouis (DE) – Mülhausen                   | 269,5      | Morgens Frey             | Eddy Merckx   |
| 10. Etappe     | 6. Juli  | Belfort – Divonne-les-Bains                  | 241        | Eddy Merckx              | Eddy Merckx   |
| 11. Etappe (a) | 7. Juli  | Divonne-les-Bains – Divonne-les-Bains        | 8,8 (EZF)  | Eddy Merckx              | Eddy Merckx   |
| 11. Etappe (b) | 7. Juli  | Divonne-les-Bains – Thonon-les-Bains         | 139,5      | Marino Basso             | Eddy Merckx   |
| 12. Etappe     | 8. Juli  | Thonon-les-Bains – Grenoble                  | 194        | Eddy Merckx              | Eddy Merckx   |
| 13. Etappe     | 9. Juli  | Grenoble – Gap                               | 195,5      | Primo Mori               | Eddy Merckx   |
| 14. Etappe     | 10. Juli | Gap – Mont Ventoux                           | 170        | Eddy Merckx              | Eddy Merckx   |
| 15. Etappe     | 11. Juli | Carpentras – Montpellier                     | 144,5      | Marinus Wagtmans         | Eddy Merckx   |
| 16. Etappe     | 12. Juli | Montpellier – Toulouse                       | 259,5      | Albert Van Vlierberghe   | Eddy Merckx   |
| 17. Etappe     | 13. Juli | Toulouse – Saint-Gaudens                     | 190        | Luis Ocaña Pernía        | Eddy Merckx   |
| 18. Etappe     | 14. Juli | Saint-Gaudens – La Mongie                    | 135,5      | Bernard Thévenet         | Eddy Merckx   |
| 19. Etappe     | 15. Juli | Bagnères-de-Bigorre – Mourenx-Ville Nouvelle | 185,5      | Christian Raymond        | Eddy Merckx   |
| 20. Etappe (a) | 16. Juli | Mourenx – Bordeaux                           | 231        | Rolf Wolfshohl           | Eddy Merckx   |
| 20. Etappe (b) | 16. Juli | Bordeaux – Bordeaux                          | 8,2 (EZF)  | Eddy Merckx              | Eddy Merckx   |
| 21. Etappe     | 17. Juli | Ruffec – Tours                               | 191,5      | Marino Basso             | Eddy Merckx   |
| 22. Etappe     | 18. Juli | Tours – Versailles                           | 238,5      | Jean-Pierre Danguillaume | Eddy Merckx   |
| 23. Etappe     | 19. Juli | Versailles – Paris                           | 54 (EZF)   | Eddy Merckx              | Eddy Merckx   |